# Farsotstider
Farsotstider är det svenska viking metal/folk metal-bandet Thyrfings femte studioalbum. Albumet utgavs november 2005 av skivbolaget Regain Records.

## Låtlista
1. "Far åt helvete" – 5:06
2. "Jag spår fördärv" – 4:21
3. "Farsotstider" – 4:31
4. "Höst" – 4:46
5. "Själavrak" – 5:11
6. "Elddagjämning" – 6:45
7. "Baldersbålet" – 3:47
8. "Tiden läker intet" – 8:01

Bonusspår på Japan-utgåvan
1. "Järnvidjors dans" – 5:47

## Medverkande
Musiker (Thyrfing-medlemmar)
- Thomas Väänänen – sång
- Patrik Lindgren – gitarr, sång
- Kimmy Sjölund – basgitarr
- Jocke Kristensson – trummor, percussion, bakgrundssång
- Peter Löf – synthesizer
- Henke Svegsjö – gitarr, sång

Bidragande musiker
- Toni Kocmut – sång, bakgrundssång
- Henrik Edenhed – sång
- Micke Jansson – sång

Andra medverkande
- Henrik Edenhed –  producent, ljudtekniker, ljudmix
- Ollie Olsson – ljudtekniker
- Johan Rude – ljudtekniker
- Henrik Svegsjö – ljudtekniker
- Henrik Jonsson – mastering
- Patrik Lindgren – omslagsdesign
- Lorenzo Mariani – omslagskonst
- Peter Löf – logo